# (7090) 1992 HY4
(7090) 1992 HY4 (1992 HY4, 1960 WJ, 1979 MQ9, 1980 XK, 1993 QB10) — астероїд головного поясу, відкритий 23 квітня 1992 року.
Тіссеранів параметр щодо Юпітера — 3,625.